# Neosympherobius cinereus
Neosympherobius cinereus là một loài côn trùng trong họ Hemerobiidae thuộc bộ Neuroptera. Loài này được Kimmins miêu tả năm 1929.